# Secretaría General Técnica del Ministerio de Economía
La Secretaría General Técnica es el órgano directivo del Ministerio de Economía, Comercio y Empresa, adscrito a la Subsecretaría, encargado de dar asesoramiento técnico, así como de realizar las tareas administrativas, económico-financieras, de personal y de gestión que se le encomienden.

## Funciones
Además de las funciones descritas en el apartado siguiente, que ejerce a través de sus órganos directivos, corresponde ejercer directamente al titular de la Secretaría General Técnica las siguientes funciones:
- La prestación de asistencia técnica, jurídica y administrativa a la persona titular del Ministerio y demás altos cargos del Departamento.
- La participación en la elaboración de proyectos normativos.
- La preparación de compilaciones de las disposiciones vigentes que afecten al Ministerio y la proposición de refundiciones o revisiones de textos legales que se consideren oportunas.
- La gestión del programa editorial del departamento y la coordinación, impulso y difusión de las publicaciones.
- La coordinación de las estadísticas del departamento y la representación en los órganos interministeriales de dicho ámbito.

## Estructura
De la Secretaría General Técnica dependen los siguientes órganos administrativos:
- La Vicesecretaría General Técnica, a la que le corresponde la preparación de la documentación e informes, así como la tramitación y coordinación de las actuaciones relativas a la participación del departamento en el Consejo de Ministros, las Comisiones Delegadas del Gobierno y la Comisión General de Secretarios de Estado y Subsecretarios, sin perjuicio de las competencias atribuidas a la Dirección General de Política Económica en relación con la Comisión Delegada del Gobierno para Asuntos Económicos; el seguimiento e informe de los actos y disposiciones de las comunidades autónomas y la tramitación de los convenios regulados en el capítulo VI del título preliminar de la Ley de Régimen Jurídico del Sector Público; y la tramitación de la publicación en el «Boletín Oficial del Estado» de las disposiciones generales y actos administrativos del Ministerio y de sus organismos públicos.
- La Subdirección General de Informes y Desarrollo Normativo, a la que le corresponde la coordinación de los proyectos normativos que promueva el Ministerio y el seguimiento del correspondiente procedimiento de elaboración, así como la tramitación de solicitudes de informe de otros ministerios, organismos y entidades; la emisión de informes, en particular los de carácter preceptivo, para la elaboración de proyectos de normas con rango de ley y con rango reglamentario, así como los informes en relación con propuestas de convenios o acuerdos internacionales; y el seguimiento y coordinación de las cuestiones prejudiciales y procedimientos contenciosos con la Unión Europea y de la transposición de directivas, así como el ejercicio, en coordinación con el Ministerio de Asuntos Exteriores, Unión Europea y Cooperación, del resto de las competencias en relación con la Unión Europea y con los organismos internacionales en las materias propias del departamento no expresamente asignadas a otros órganos directivos.
- La Subdirección General de Recursos, Reclamaciones y Relaciones con la Administración de Justicia, a la que le corresponde las relaciones del Ministerio con la Administración de Justicia, y el estudio, tramitación y formulación de propuestas de resolución en relación con los recursos interpuestos contra actos administrativos de cualquier órgano del departamento, así como de determinados organismos públicos adscritos al departamento, las revisiones de oficio de los actos administrativos nulos y anulables, las reclamaciones de daños y perjuicios por responsabilidad patrimonial, los requerimientos a los que se refiere el artículo 44 de la Ley 29/1998, de 13 de julio, reguladora de la Jurisdicción Contencioso-administrativa, los conflictos jurisdiccionales y las cuestiones de competencia.
- El Centro de Publicaciones, con nivel orgánico de División, que es responsable de la elaboración anual del programa editorial del Departamento, coordinar esta actividad y gestionar la edición, distribución y venta de las publicaciones oficiales, así como mantener las páginas web relacionadas y coordinar las tareas de publicidad institucional, comunicación y difusión de toda esta información.